# 米井源次郎

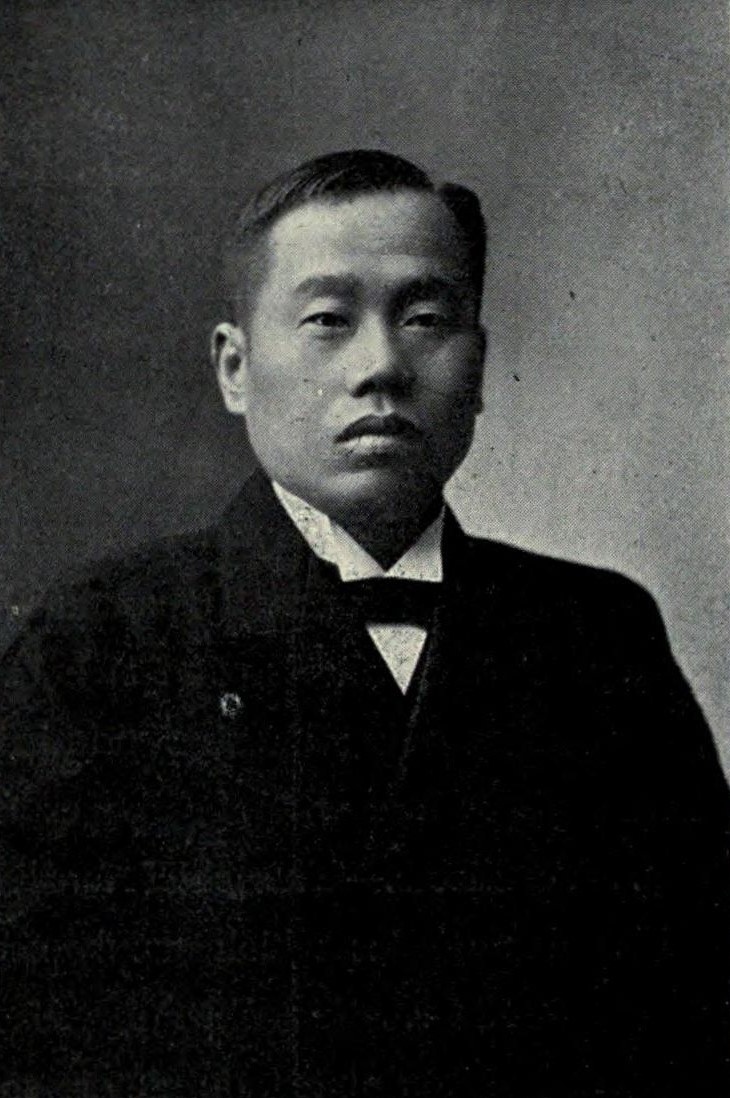
米井源次郎

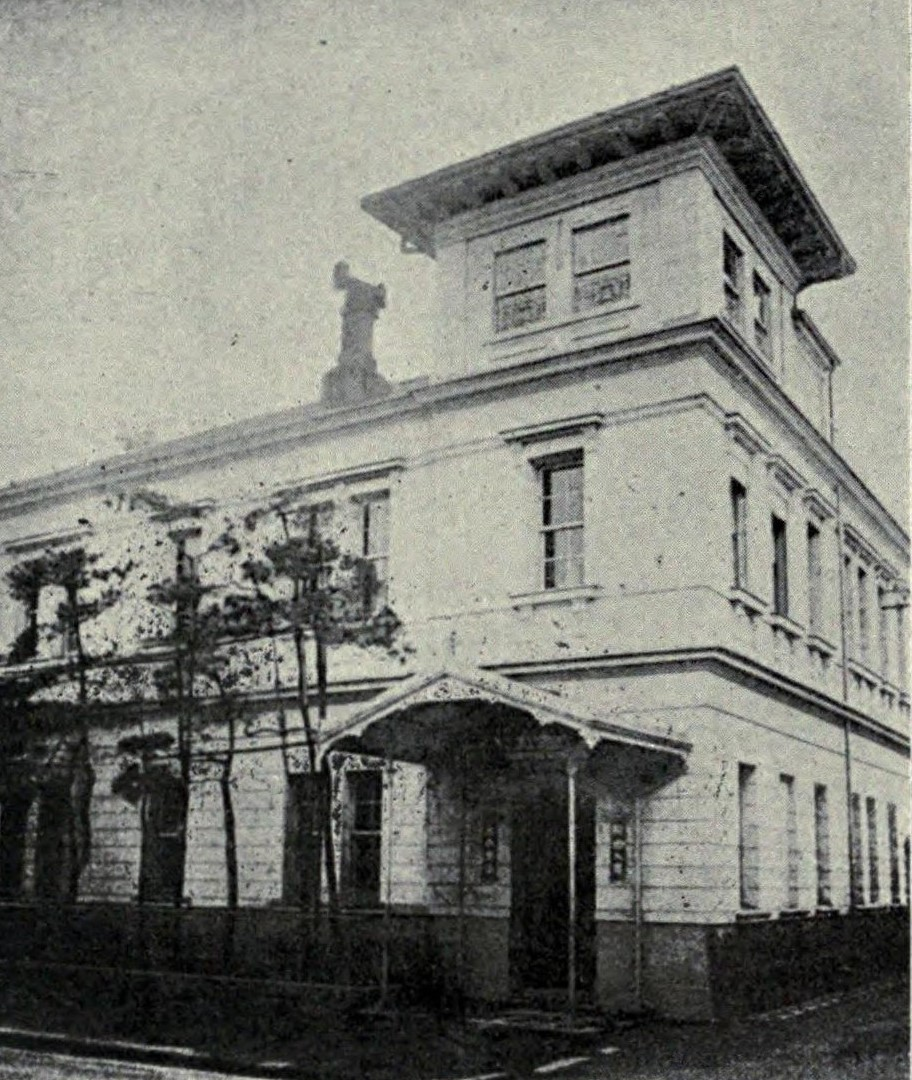
機械輸入を主な業務とした米井商店

米井 源次郎（よねい げんじろう、文久元年9月16日（1861年10月19日） - 1919年（大正8年）7月20日）は、日本の実業家。麒麟麦酒の創設に携わり、明治屋の2代目社長を務めた。米井商店（現・ヨネイ)、明治護謨製造所（現・明治ゴム化成）の創業者。

## 経歴
文久元年9月16日（1861年10月19日）、美作国苫田郡高倉村（現・岡山県津山市）で平民米井仲平、ツルマツの次男として生まれる。上京して慶應義塾で学び、3歳年上のまたいとこである磯野計が創業した明治屋を在学中から手伝った。1887年大学卒業とともに同社に入社し、1897年（明治30年）1月には匿名組合磯野商会（創始者：磯野計、共同事業者：米井源治郎）を創立し、機械や鉱物、雑貨の輸入業を始める。同年末に計が亡くなると明治屋の2代目社長に就任し、残された一人娘・菊子の後見人となった。磯野商会の経営も一手に引き受け、土木請負業も始める。明治33年（1900）に明治護謨製造所を設立し、初代社長に就任。
当時、ジャパン・ブルワリーが製造するキリンビールの国内での一手販売権を明治屋は得ており、計の死後もこれを継続するかブルワリー社内では意見が分かれた。結果、米井を信頼していた三菱財閥の豊川良平が米井の保証人となる事で継続が認められている。札幌麦酒（現・サッポロビール）の東京進出や麦酒税法の施行が決定したことを受け、競争力向上を目指して1901年（明治34年）にジャパン・ブルワリーとの契約を改定し、手数料以外に割戻金も明治屋に支払われるようになった。
一方、1902年（明治35年）には、後見人を務める磯野菊子の婿に、磯野商会部長の松本長蔵を迎えた。豊川良平の勧めもあって翌1903年（明治36年）には長蔵を明治屋に入社させ、同社を米井と長蔵の両者が出資する合名会社に改組し、米井が社長に、長蔵が副社長に就任した。1906年に磯野商会を米井商店に改称、世界各地に支店や代理店を持ち、機械や資材など軍需品の輸入で大きく発展させた。
麦酒税法の施行はビール業界の再編を促し、1906年（明治39年）には70%近い市場シェアを占める大日本麦酒が誕生した。この際にブルワリー社も合併への参加を呼びかけられており、会長のジェームズは高齢な事から事業を他者に譲渡して帰国することを決めた。米井は三菱財閥と相談して全事業を買収し、翌1907年（明治40年）に同社を解散して麒麟麦酒株式会社を設立している。明治屋は引き続き一手販売権を得て、米井は麒麟麦酒の専務取締役に就任した。1911年、合名会社から株式会社へ改組した明治屋の社長に就任。1917年（大正6年）12月、米井商店を合資会社米井商店に改組。
長蔵とともにキリンビールの拡販に努めた後、1919年（大正8年）7月20日に58歳で没した。明治屋の社長には長蔵、麒麟麦酒の専務には井田清三が、それぞれ後任として選ばれている。同年、「故米井氏記念店員奨励金」が設定された。